# Portfolio (album)
Portfolio – debiutancki album muzyczny jamajskiej piosenkarki Grace Jones wydany w 1977 roku przez Island Records.
Album zawierał w większości covery, m.in. „La vie en rose” z repertuaru Édith Piaf i piosenki z amerykańskich musicali. Całość, utrzymana w modnym wówczas stylu disco, została wyprodukowana przez Toma Moultona. Singel „I Need a Man” dotarł do 1. miejsca na amerykańskiej liście klubowej, natomiast nagranie „La vie en rose” cieszyło się dużym sukcesem we Włoszech i Francji.

## Lista utworów
Strona A
| 1. | „Send in the Clowns”  | 7:33  |
|    |                       |       |
| 2. | „What I Did for Love” | 5:15  |
|    |                       |       |
| 3. | „Tomorrow”            | 5:48  |
|    |                       |       |
|    |                       | 18:36 |
|    |                       |       |
Strona B
| 1. | „La vie en rose”     | 7:27  |
|    |                      |       |
| 2. | „Sorry”              | 3:58  |
|    |                      |       |
| 3. | „That’s the Trouble” | 3:36  |
|    |                      |       |
| 4. | „I Need a Man”       | 3:23  |
|    |                      |       |
|    |                      | 18:24 |
|    |                      |       |

## Notowania
| Kraj                              | Najwyższa pozycja |
| --------------------------------- | ----------------- |
| Australia                         | 27                |
| Holandia (MegaCharts)             | 8                 |
| Stany Zjednoczone (Billboard 200) | 109               |
| Szwecja (Sverigetopplistan)       | 22                |